# أوشين ماستر
أوشين ماستر هو شرير خارق في دي سي كومكس ظهر لأول مرة في سبتمبر 1966. ابتكر الشخصية بوب هاني ونيك كاردي، وظهرت لأول مرة في أكوامان #29 (سبتمبر 1966).